# 長野マラソン
長野マラソン（ながのマラソン）は、長野市で毎年4月に行われている市民マラソン大会。

## 概要
1998年長野オリンピックの感動を永遠に残そうと、翌1999年の春に初開催された。オリンピックの名を冠した世界で唯一のフルマラソン大会であったが、2015年日本オリンピック委員会（JOC）の要請で、大会名を「長野オリンピック記念長野マラソン」から「長野マラソン」に変更した。エムウェーブ、ホワイトリング、ビッグハットなどのオリンピックが開催された会場前を通るコースで、ゴールは開・閉会式場の長野オリンピックスタジアム（現野球場）である。当初はスタート地点を山ノ内町のオリンピックメモリアル聖火台前としていたが、第6回大会からはコースを大幅に変更して長野市内だけを通ることになり、吉田地区の長野運動公園をスタート地点としている。2005年からは本大会に加えて、長野車いすマラソンも開催している。それまで40年以上続いた信毎マラソン（信濃毎日新聞社主催）が母体となっている。

## 参加資格
- 一般競技者　日本陸上競技連盟登記・登録者及び未登録者で、大会当日満18歳以上の男女（高校生は除く）
- 招待競技者　日本陸上競技連盟及び主催者が推薦する国内外の競技者

※本大会の全完走者は、日本陸連公認記録証を受領できる。

## 受付
第26回（2024年）までは大会前日10:00-20:00のみの受付であったが、第27回（2025年）からは前日受付が無くなり、アスリートビブスや参加賞などは全て事前郵送に変更される

## 歴代優勝者

### 男子
| 回 | 日付          | 氏名                   | 所属                             | タイム  |
| -- | ------------- | ---------------------- | -------------------------------- | ------- |
| 1  | 1999年4月18日 | ジャクソン・カビガ     | ケニア                           | 2:13:26 |
| 2  | 2000年4月9日  | エリック・ワイナイナ   | ケニア                           | 2:10:17 |
| 3  | 2001年4月15日 | マクセル・ムセンビ     | ケニア                           | 2:12:20 |
| 4  | 2002年4月14日 | ジョサイア・チュグワネ | 南アフリカ共和国                 | 2:13:23 |
| 5  | 2003年4月20日 | エリック・ワイナイナ   | ケニア                           | 2:12:00 |
| 6  | 2004年4月11日 | モーゲス・タイエ       | エチオピア                       | 2:13:09 |
| 7  | 2005年4月17日 | イサック・マチャリア   | ケニア                           | 2:10:59 |
| 8  | 2006年4月16日 | ネファト・キニャンジュ | ケニア                           | 2:11:18 |
| 9  | 2007年4月15日 | ネファト・キニャンジュ | ケニア                           | 2:13:31 |
| 10 | 2008年4月20日 | ネファト・キニャンジュ | ケニア                           | 2:14:17 |
| 11 | 2009年4月19日 | イサック・マチャリア   | ケニア                           | 2:11:21 |
| 12 | 2010年4月18日 | ニコラス・チェリモ     | ケニア                           | 2:10:24 |
| 13 | 2011年4月17日 | 中止                   | 中止                             | 中止    |
| 14 | 2012年4月15日 | フランシス・キビワット | ケニア                           | 2:09:05 |
| 15 | 2013年4月21日 | 川内優輝               | 日本・埼玉県庁                   | 2:14:27 |
| 16 | 2014年4月20日 | セルゲイ・レビッド     | ウクライナ                       | 2:13:56 |
| 17 | 2015年4月19日 | ヘンリー・チルチル     | ケニア                           | 2:11:39 |
| 18 | 2016年4月17日 | ジャイラス・チャンチマ | ケニア                           | 2:15:31 |
| 19 | 2017年4月16日 | 伊藤太賀               | 日本・スズキ浜松アスリートクラブ | 2:14:39 |
| 20 | 2018年4月15日 | アブデラ・ゴダナ       | エチオピア                       | 2:13:54 |
| 21 | 2019年4月21日 | ジャクソン・キプロプ   | ウガンダ                         | 2:10:39 |
| 22 | 2020年4月19日 | 中止                   | 中止                             | 中止    |
| 23 | 2021年        | 中止                   | 中止                             | 中止    |
| 24 | 2022年4月17日 | 牛山純一               | 日本・CITY RUNNER                | 2:14:42 |
| 25 | 2023年4月23日 | 西研人                 | 日本・大阪ガス                   | 2:10:01 |
| 26 | 2024年4月21日 | 矢野圭吾               | 日本・Kao                        | 2:15:53 |
| 27 | 2025年4月20日 | 永山博基               | 日本・住友電工                   | 2:12:56 |

### 女子
| 回 | 日付          | 氏名                           | 所属                 | タイム  |
| -- | ------------- | ------------------------------ | -------------------- | ------- |
| 1  | 1999年4月18日 | ワレンティナ・エゴロワ         | ロシア               | 2:28:41 |
| 2  | 2000年4月9日  | エルフィネッシュ・アレム       | エチオピア           | 2:24:55 |
| 3  | 2001年4月15日 | 大西昭代                       | 日本・積水化学       | 2:31:20 |
| 4  | 2002年4月14日 | マディナ・ビクタギロワ         | ロシア               | 2:26:09 |
| 5  | 2003年4月20日 | マディナ・ビクタギロワ         | ロシア               | 2:28:23 |
| 6  | 2004年4月11日 | ファツマ・ロバ                 | エチオピア           | 2:28:05 |
| 7  | 2005年4月17日 | アルビナ・イワノワ             | ロシア               | 2:28:21 |
| 8  | 2006年4月16日 | アルビナ・イワノワ             | ロシア               | 2:28:52 |
| 9  | 2007年4月15日 | アレブティナ・イワノワ         | ロシア               | 2:27:48 |
| 10 | 2008年4月20日 | アレブティナ・イワノワ         | ロシア               | 2:26:38 |
| 11 | 2009年4月19日 | イリナ・ティモフェーエワ       | ロシア               | 2:30:07 |
| 12 | 2010年4月18日 | リサ・ウェイトマン             | オーストラリア       | 2:28:48 |
| 13 | 2011年4月17日 | 中止                           | 中止                 | 中止    |
| 14 | 2012年4月15日 | ポーリーヌ・ワングイ           | ケニア               | 2:34:22 |
| 15 | 2013年4月21日 | ナターリア・プチコワ           | ロシア               | 2:30:40 |
| 16 | 2014年4月20日 | アリーナ・プロコペワ           | ロシア               | 2:30:56 |
| 17 | 2015年4月19日 | ベアトリス・ジェプケンボイ     | ケニア               | 2:34:02 |
| 18 | 2016年4月17日 | シャショ・インセルム           | エチオピア           | 2:34:19 |
| 19 | 2017年4月16日 | レイチャル・ジェムタイ・ムトガ | ケニア               | 2:33:00 |
| 20 | 2018年4月15日 | 古瀬麻美                       | 日本・京セラ         | 2:34:09 |
| 21 | 2019年4月21日 | メスケレム・ヒュンデ           | エチオピア           | 2:33:32 |
| 22 | 2020年4月19日 | 中止                           | 中止                 | 中止    |
| 23 | 2021年        | 中止                           | 中止                 | 中止    |
| 24 | 2022年4月17日 | 関野茜                         | 日本・コモディイイダ | 2:41:20 |
| 25 | 2023年4月23日 | 髙野温菜                       | 日本・PTC            | 2:42:44 |
| 26 | 2024年4月21日 | 川内理江                       | 日本・大塚製薬       | 2:33:16 |
| 27 | 2025年4月20日 | 森田歩実                       | 日本・東京メトロ     | 2:32:58 |

### 信毎マラソン(1998年まで)
| 回 | 日付          | 氏名       | 所属           | タイム  |
| -- | ------------- | ---------- | -------------- | ------- |
| 1  | 1958年4月20日 | 小野喜久雄 | リッカーミシン | 2:30:15 |
| 2  | 1959年4月19日 | 石淵忠市   | リッカーミシン | 2:32:07 |
| 3  | 1960年3月27日 | 馬場英則   | 東洋ベアリング | 2:29:11 |
| 4  | 1961年3月19日 | 伊藤勝悦   | 同和鉱業       | 2:28:41 |
| 5  | 1962年4月1日  | 貞永信義   | 鐘紡防府       | 2:27:43 |
| 6  | 1963年3月31日 | 塩塚忠義   | 鈴木自動車     | 2:27:05 |
| 7  | 1964年5月3日  | 野呂武     | 鈴木自動車     | 2:23:11 |
| 8  | 1965年3月21日 | 唐沢公雄   | 鐘紡防府       | 2:22:31 |
| 9  | 1966年3月21日 | 上岡忠明   | 東洋工業       | 2:22:36 |
| 10 | 1967年3月21日 | 三浦邦夫   | 養命酒         | 2:21:27 |
| 11 | 1968年3月20日 | 佐藤寿一   | 鈴木自動車     | 2:20:50 |
| 12 | 1969年3月23日 | 寺沢徹     | 倉敷レイヨン   | 2:21:02 |
| 13 | 1970年3月22日 | 三浦邦夫   | 養命酒         | 2:21:29 |
| 14 | 1971年4月18日 | 大塚癸未男 | 東京急行電鉄   | 2:18:17 |
| 15 | 1972年4月12日 | 大塚癸未男 | 東京急行電鉄   | 2:21:03 |
| 16 | 1973年4月15日 | 深田清次   | 大昭和製紙     | 2:21:27 |
| 17 | 1974年3月24日 | 三浦邦夫   | 養命酒         | 2:21:28 |
| 18 | 1975年3月16日 | 北原治     | 養命酒         | 2:21:42 |
| 19 | 1976年3月14日 | 引間金夫   | 中央大学       | 2:17:31 |
| 20 | 1977年11月3日 | 大久保春樹 | 厚木市役所     | 2:25:18 |
| 21 | 1978年3月26日 | 伊藤登美雄 | 明治製菓       | 2:22:04 |
| 22 | 1979年3月25日 | 北原治     | 養命酒         | 2:21:10 |
| 23 | 1980年3月23日 | 前田篤秀   | 鈴木自動車     | 2:19:23 |
| 24 | 1981年3月29日 | 松本忠     | 安川電機       | 2:16:59 |
| 25 | 1982年3月28日 | 井上文男   | 安川電機       | 2:21:21 |
| 26 | 1983年3月27日 | 中島修三   | 順天堂大学     | 2:17:47 |
| 27 | 1984年3月25日 | 渋沢正明   | 東芝深谷       | 2:19:13 |
| 28 | 1985年3月24日 | 西弘美     | 鈴木自動車     | 2:20:52 |
| 29 | 1986年3月23日 | 佐藤孝男   | 本田技研       | 2:25:52 |
| 30 | 1987年3月29日 | 森田義三   | 安川電機       | 2:17:21 |
| 31 | 1988年3月27日 | 高村英男   | 本田技研       | 2:14:44 |
| 32 | 1989年3月26日 | 大橋良弘   | 本田技研       | 2:17:25 |
| 33 | 1990年3月25日 | 西本一也   | 九州産交       | 2:13:52 |
| 34 | 1991年3月25日 | 村上亨史   | 本田技研       | 2:16:33 |
| 35 | 1992年3月29日 | 佐藤敏信   | コニカ         | 2:14:05 |
| 36 | 1993年3月28日 | 近藤孝志   | ヤクルト       | 2:15:43 |
| 37 | 1994年3月27日 | 小倉幸康   | 鐘紡           | 2:16:10 |
| 38 | 1995年3月26日 | 牧野典彰   | 旭化成         | 2:17:22 |
| 39 | 1996年3月31日 | 原口幸一   | 京セラ         | 2:19:20 |
| 40 | 1997年3月30日 | 仙内勇     | 積水化学       | 2:17:24 |
| 41 | 1998年3月29日 | 宮本善史   | コニカ         | 2:17:34 |

## テレビ放送
現在の長野マラソンになってからしばらくは、主催者に名を連ねるNHKが五輪の放送センターとして使われた長野局を放送センターとして、教育テレビで生中継していた。しかし、『新日曜美術館』や『将棋の時間』を差し替える形となったことから、両番組の視聴者から反発が強かったこと、更には市民マラソン大会であることから生放送だとどうしても冗長な構成になりがちだったことから、近年は1時間の録画番組として放送するやり方に変わっている。
2013年以後は、NHK BS1『ラン×スマ 街の風になれ』の中で、タレントランナーが挑戦するという形式で放送された。

## ラジオ放送
SBCラジオで毎年生中継される。

## 特記事項
- フルマラソンの制限時間は5時間。一般参加可能な市民マラソン大会の中においては比較的ハイレベルの設定を維持している。
- 一般参加ランナーの受付は先着順である。一般参加可能なフルマラソンとしては短めの制限時間であるにも関わらず、新型コロナウイルスの感染拡大前までは受付開始数日（年によっては開始数十分）で定員に達していた。特に第11回(2009年)、第12回(2010年)大会はいずれも受付開始当日、約5時間で定員の8,000人に達して締め切っていた。2014年開催の第16回大会も、2013年10月にエントリーを受け付け、26分で募集締め切りとなった。一方で2回の中止を経て3年ぶりに開催された第24回（2022年）は9日間の受付期間中に7,000人余りしかエントリーがなく、以降第25回（2023年）は16日間、第26回（2024年）は1か月半と受付期間が年々長くなっている。
- 2011年大会は、3月11日に起こった東北地方太平洋沖地震及び翌日に起こった長野県北部地震の影響により、3月22日に中止を決定した。これによりエントリーされていた参加費はすべて義援金として寄付された[3]。なおこの大会の女子の部は世界陸上テグ大会の選考会（当初は3月13日名古屋国際女子マラソンが対象だったが、震災のため中止となり、その代替となったもの）とされる予定だった。さらに2020年・2021年は新型コロナウイルスの感染拡大の影響で中止となった。